# Great Coxwell
Great Coxwell is een civil parish in het bestuurlijke gebied Vale of White Horse, in het Engelse graafschap Oxfordshire met 365 inwoners.